# 毒魔復仇3：毒魔最後的誘惑
《毒魔復仇3：毒魔最後的誘惑》（英語：The Toxic Avenger Part III: The Last Temptation of Toxie）是一部1989年美國超級英雄喜劇血腥虐殺電影，由麥可·赫茲和勞埃德·考夫曼共同執導、監製及撰寫劇本。為1989年電影《毒魔復仇2》的續集。故事描述當城鎮恢復和平後，超級英雄毒魔（Toxic）變得無所事事，於是他為了女友的醫藥費而為天啟公司（Apocalypse Inc.）效命，但他沒料到，這卻因此使天啟公司的邪惡魔爪再次伸入城鎮之中。該片於1989年11月24日美國上映。續集《公民毒魔：毒魔復仇4》於2000年推出。

## 劇情
某日，在特羅馬市（Tromaville）當地的一間影帶出租店突然遭到數名持槍惡徒闖入破壞、殺人，直到「毒魔」馬文現身擊敗他們。現今，在毒魔的努力下，特羅馬市正值繁榮的黃金時代，整個街區都佈滿了友善和快樂的氛圍。但毒魔為此整天無所事事，甚至因現實問題而使自己和克萊兒面臨經濟困難。直到有一天，毒魔得知失明的克萊兒有望重見光明，但這需要龐大的費用。雖然他試圖找一份工作，但卻因毒魔的外表而無法勝任該工作，這讓不安的毒魔連夜做了惡夢。
另一方面，邪惡的天啟公司（Apocalypse Inc.）在召開著董事會議，以發表他們在世界各處散佈化學物質、輻射等惡行，但董事並不滿意，而計劃對特羅馬市和毒魔在此展開侵襲。天啟公司要毒魔來當他們的代言人，以給取他薪水來治好克萊兒的雙眼，而毒魔得知有足夠的錢來為克萊兒動手術後便急忙答應了此事。但毒魔不知道雇主的邪惡本質，使天啟公司接管了特羅馬市並奴役了民眾。在克萊兒進行完手術後，她成功恢復了視覺。
在特羅馬市的垃圾掩埋場完成後，成為主管的毒魔持續為天啟公司工作，而該公司還將有毒物質排放至河水中。克萊兒認為毒魔在為該公司做壞事，但他仍不予理會，直到毒魔在一場混亂的思考中清醒過來，並決定為了贏回居民的心而挺身對抗天啟公司。而當毒魔和大眾在反抗天啟公司董事時，對方竟突然開始產生突變，且從其腹部冒出了他的「魔鬼」真身。為此，魔鬼開始對毒魔進行「末日五級」（Five Levels of Doom）的考驗，分別依序為將毒魔埋進洞中並試圖斬首、用自身的火焰火燒毒魔、將孩子們送上校車並將車子放置於懸崖邊、用修復好的校車將毒魔致死於爆炸中；毒魔一一通過考驗，但在最後一關中卻被魔鬼變回原本愚蠢的模樣——馬文·順子。突然，上帝的神蹟顯靈而讓馬文變回了毒魔的樣子，好使毒魔殺手了魔鬼（扒了其外皮和首級）。最後，毒魔和克萊兒在教堂中完成婚禮。

## 演員
- 朗·法齊奧（Ron Fazio）飾演馬文·順子[註 1]／毒魔復仇者（Melvin Junko／The Toxic Avenger，兼聲音）
- 約翰·阿塔穆拉（John Altamura）飾演毒魔復仇者（前）
  - 麥可·卡普蘭（Michael Kaplan）飾演小馬文·順子（"Little" Melvin Junko）
- 菲比·萊格（英语：Phoebe Legere）飾演克萊兒（Claire）
- 瑞克·柯林斯（Rick Collins）飾演天啟公司董事／魔鬼
- 潔西卡·杜布林（英语：Jessica Dublin）飾演順子女士（Mrs. Junko）
- 麗莎·蓋耶（英语：Lisa Gaye (actress, born 1960)）飾演梅爾費兒（Malfaire）

朗·法齊奧、喬·弗萊沙克和邁克·賈·懷特也都在片中飾演天啟公司主管。

## 製作
《毒魔復仇3：毒魔最後的誘惑》和前集《毒魔復仇2》以背靠背的方式拍攝。最初，當考夫曼發現他為《毒魔復仇2》拍了過多的鏡頭後，而將其重新剪輯成兩部電影。

## 備註
1. ↑  又稱作「馬文·佛瑞德三世」。

## 外部連結
- 互联网电影数据库（IMDb）上《毒魔復仇3：毒魔最後的誘惑》的资料（英文）
- Box Office Mojo上《毒魔復仇3：毒魔最後的誘惑》的資料（英文）
- 爛番茄上《毒魔復仇3：毒魔最後的誘惑》的資料（英文）